# Lijst van burgemeesters van Neder-Betuwe
Dit is een lijst van burgemeesters van de Nederlandse gemeente Neder-Betuwe in de provincie Gelderland. Onder deze naam bestaat de gemeente vanaf 1 april 2003, onder de naam Kesteren reeds vanaf 1 januari 2002.
| Ambtsperiode                 | Naam burgemeester  | Partij of stroming | Bijzonderheden                                                                         |
| ---------------------------- | ------------------ | ------------------ | -------------------------------------------------------------------------------------- |
| 1 januari 2002 - 1 juli 2002 | Henk van der Wende | D66                | waarnemend                                                                             |
| 1 juli 2002 - 1 juli 2007    | Andries Heidema    | ChristenUnie       |                                                                                        |
| 16 juli 2007 - 14 maart 2008 | Inez Pijnenburg    | VVD                | waarnemend                                                                             |
| 14 maart 2008 - 1 april 2017 | Kees Veerhoek      | VVD                | Ontslag van rechtswege per 1 april 2017 i.v.m. het bereiken van de 70-jarige leeftijd. |
| 7 april 2017 - heden         | Jan Kottelenberg   | CDA                | [ 1 ]                                                                                  |